# Bushi
Bushi (jap. 武士, auch もののふ Mononofu, bzw. Tsuwamono (兵) gelesen) ist die japanische Bezeichnung für ein Mitglied des Kriegerstands, wie er sich zum Ende der Heian-Zeit entwickelte.
Anfangs waren die Bushi als Verwalter in militärisch zu sichernden Randprovinzen eingesetzt, im Laufe der Zeit steigerte sich jedoch ihr Einfluss und sie wurden zur zweiten Macht neben den Beamten des Kaiserhofs (siehe Tennō). Mit der Errichtung des Shōgunats in der Kamakura-Zeit wurden die Bushi vollends zur mächtigsten Gruppierung im Land, auch wenn die Kuge am Kaiserhof nominell einen höheren Status besaßen. Aus den Bushi entwickelte sich der Stand der Samurai. Es wurden und werden bis heute aber beide Begriffe parallel verwendet. Die entsprechenden Bushi-Adelsfamilien werden als Buke bezeichnet.